# Медаль «За розвиток військового співробітництва» (Міністерство оборони України)
Медаль «За розвиток військового співробітництва» — відомча заохочувальна відзнака Міністерства оборони України.
Медаль є аналогом нагрудного знаку «За розвиток військового співробітництва», що входив до діючої до 2012 року попередньої системи відзнак Міністерства оборони України.

## Історія нагороди
Наказом Міністерства оборони України № 705 від 9 грудня 2015 року були встановлені медалі «За зміцнення обороноздатності», «За розвиток військового співробітництва», «Захиснику України», «За сприяння Збройним Силам України».

## Положення про відзнаку
Відзнакою — медаль «За розвиток військового співробітництва» — нагороджуються особи старшого та вищого офіцерського складу, працівники Збройних Сил України, а також інші особи за вагомий внесок у справу розвитку співробітництва у військовій сфері, підтримання миру та дружніх відносин між збройними силами держав.
Протягом календарного року кількість нагороджених не може перевищувати 500 осіб.

## Опис відзнаки
- Медаль виготовляється з жовтого металу і має форму багатопроменевої зірки з розбіжними променями, у центрі якої у круглому медальйоні розміщено емблему Збройних Сил України на тлі стилізованого зображення земної кулі. Медальйон обрамлено вінком з калинових, дубових, лаврових гілок і військових козацьких атрибутів. Вертикальні та горизонтальні промені зірки залито бордовою емаллю.
- Усі зображення рельєфні.
- Розмір медалі — 50х50 мм.
- Зворотний бік медалі плоский, з написом "За розвиток військового співробітництва".
- Усі зображення і написи рельєфні.
- Стрічка медалі шовкова муарова бордового кольору з поздовжніми смужками синього, жовтого та блакитного, чорного, зеленого, бордового кольорів. Ширина синьої і жовтої смужок — по 3 мм кожна, блакитної, жовтої, чорної, зеленої та бордової — по 2 мм кожна.